# Кавальканти, Александр
Александр Кавальканти (порт. Alexandre de Oliveira Cavalcanti; род. 27 декабря 1996, Алмада) — португальский гандболист, выступает за гандбольный клуб «Мельзунген» и сборную Португалии по гандболу.

## Карьера
Александр Кавальканти воспитывался в семье спортсменов. Его младший брат Габриэль (2004 г.р.) играет в гандбол в лиссабонской «Бенфике». Отец — Марсело (1955 г.р.), дядя Маурисио, сестра Аманда (2002 г.р.) и двоюродный брат Рафаэль (1999 г.р.) занимались волейболом.

### Клубная
Александр Кавальканти начал заниматься гандболом в своем родном городе Алмада. В 2013 году перешел в молодежную команду лиссабонской «Бенфики». В сезоне 2014/15 годов выступал как за юниорскую, за резервную, так и за профессиональную команды.
С 2016 года являлся постоянным игроком «Бенфики», выиграл с этим клубом кубок Португалии в 2016 и 2018 годах. На международном уровне дебютировал 22 ноября 2014 года в матче Кубка вызова ЕГФ против «Филлингенбергена» из Норвегии.
С 2019 года выступал за французский клуб «Нант», с которым занял второе место в чемпионате Франции 2020 года, участвовал в Кубке ЕГФ 2019/20 годов и дошел до финала четырех Лиги чемпионов ЕГФ 2020/2021 годов. С «Нантом» выиграл Кубок Лиги в декабре 2021 года, чемпионат в 2022 году и Кубок Франции в 2023 году.
В сезоне 2024/25 годов перешёл в команду немецкой бундеслиги «Мельзунген».

### Международная карьера в сборной
В составе сборной Португалии Кавальканти дебютировал 5 апреля 2016 года в матче против Франции.
Принимал участие в чемпионате Европы 2020 года и чемпионате мира 2021 года. Предварительно был включен в состав сборной на Олимпийский турнир в Токио, но за несколько дней до начала соревнований принял решение отказаться от участия из-за травмы.
В 2025 году принимал участие в играх чемпионата мира, который проходил в трёх странах. В составе сборной впервые в истории португальского гандбола вышел в полуфинал турнира. В упорном матче четвертьфинала в дополнительное время португальцы одолели сборную Германии.